# Coppa del Mondo di freestyle 2014
La Coppa del Mondo di freestyle 2014 è iniziata il 17 agosto 2013 con la gara di halfpipe in programma a Cardrona (in Nuova Zelanda) ed è terminata il 23 marzo 2014 con uno ski cross a La Plagne (in Francia). La Coppa del Mondo organizzata dalla FIS prevedeva 5 discipline: salti, gobbe, halfpipe, ski cross e slopestyle. Oltre alla Coppa del Mondo generale, sono state assegnate anche le Coppe del Mondo delle singole specialità.
Hanno conquistato la Coppa del Mondo generale il canadese Mikaël Kingsbury tra gli uomini e la statunitense Hannah Kearney tra le donne.

## Uomini

### Risultati
| Data             | Località        | Nazione       | Spec. | Primo                  | Secondo               | Terzo                 |
| ---------------- | --------------- | ------------- | ----- | ---------------------- | --------------------- | --------------------- |
| 17 agosto 2013   | Cardrona        | Nuova Zelanda | HP    | Antti-Jussi Kemppainen | Aaron Blunck          | Taylor Seaton         |
| 25 agosto 2013   | Cardrona        | Nuova Zelanda | SS    | Nick Goepper           | James Woods           | Russ Henshaw          |
| 7 dicembre 2013  | Nakiska         | Canada        | SX    | Jonas Devouassoux      | Armin Niederer        | Brady Leman           |
| 7 dicembre 2013  | Nakiska         | Canada        | SX    | annullata              | annullata             | annullata             |
| 14 dicembre 2013 | Ruka            | Finlandia     | MO    | Mikaël Kingsbury       | Alexandre Bilodeau    | Shō Endō              |
| 15 dicembre 2013 | Beidahu         | Cina          | AE    | Liu Zhongqing          | Anton Kušnir          | Jia Zongyang          |
| 15 dicembre 2013 | Val Thorens     | Francia       | SX    | Andreas Matt           | Victor Öhling Norberg | Jean-Frédéric Chapuis |
| 20 dicembre 2013 | Copper Mountain | Stati Uniti   | HP    | Aaron Blunck           | Kevin Rolland         | Gus Kenworthy         |
| 21 dicembre 2013 | Copper Mountain | Stati Uniti   | SS    | Andreas Håtveit        | Nick Goepper          | Russ Henshaw          |
| 21 dicembre 2013 | San Candido     | Italia        | SX    | David Duncan           | Alex Fiva             | Brady Leman           |
| 22 dicembre 2013 | San Candido     | Italia        | SX    | David Duncan           | Andreas Matt          | Daniel Bohnacker      |
| 22 dicembre 2013 | Pechino         | Cina          | AE    | Travis Gerrits         | Wu Chao               | Jia Zongyang          |
| 3 gennaio 2014   | Calgary         | Canada        | HP    | Justin Dorey           | Noah Bowman           | Matt Margetts         |
| 4 gennaio 2014   | Calgary         | Canada        | MO    | Mikaël Kingsbury       | Alexandre Bilodeau    | Patrick Deneen        |
| 9 gennaio 2014   | Deer Valley     | Stati Uniti   | MO    | Mikaël Kingsbury       | Alexandre Bilodeau    | Marc-Antoine Gagnon   |
| 10 gennaio 2014  | Deer Valley     | Stati Uniti   | AE    | Anton Kušnir           | Qi Guangpu            | Aljaksej Hryšyn       |
| 11 gennaio 2014  | Deer Valley     | Stati Uniti   | MO    | Alexandre Bilodeau     | Mikaël Kingsbury      | Aleksandr Smyšljaev   |
| 10 gennaio 2014  | Breckenridge    | Stati Uniti   | SS    | Bobby Brown            | Jesper Tjäder         | Kai Mahler            |
| 12 gennaio 2014  | Breckenridge    | Stati Uniti   | HP    | David Wise             | Mike Riddle           | Kevin Rolland         |
| 14 gennaio 2014  | Val Saint-Côme  | Canada        | AE    | Liu Zhongqing          | Mac Bohonnon          | David Morris          |
| 19 gennaio 2014  | Val Saint-Côme  | Canada        | MO    | Alexandre Bilodeau     | Mikaël Kingsbury      | Bradley Wilson        |
| 15 gennaio 2014  | Lake Placid     | Stati Uniti   | MO    | Alexandre Bilodeau     | Patrick Deneen        | Bradley Wilson        |
| 18 gennaio 2014  | Lake Placid     | Stati Uniti   | AE    | Qi Guangpu             | Liu Zhongqing         | Aljaksej Hryšyn       |
| 16 gennaio 2014  | Val Thorens     | Francia       | SX    | Christopher Del Bosco  | Daniel Bohnacker      | Victor Öhling Norberg |
| 17 gennaio 2014  | Val Thorens     | Francia       | SX    | John Teller            | Victor Öhling Norberg | David Duncan          |
| 18 gennaio 2014  | Gstaad          | Svizzera      | SS    | Josiah Wells           | Jesper Tjäder         | Fabian Bösch          |
| 25 gennaio 2014  | Kreischberg     | Austria       | SX    | Alex Fiva              | Johannes Rohrweck     | Michael Schmid        |
| 1º marzo 2014    | Inawashiro      | Giappone      | MO    | Bradley Wilson         | Marc-Antoine Gagnon   | Mikaël Kingsbury      |
| 2 marzo 2014     | Inawashiro      | Giappone      | DM    | Mikaël Kingsbury       | Shō Endō              | Pascal-Olivier Gagné  |
| 7 marzo 2014     | Arosa           | Svizzera      | SX    | Alex Fiva              | Tomáš Kraus           | Didrik Bastian Juell  |
| 7 marzo 2014     | Åre             | Svezia        | MO    | annullata              | annullata             | annullata             |
| 8 marzo 2014     | Åre             | Svezia        | DM    | annullata              | annullata             | annullata             |
| 15 marzo 2014    | Åre             | Svezia        | SX    | Victor Öhling Norberg  | Jonathan Midol        | Armin Niederer        |
| 16 marzo 2014    | Åre             | Svezia        | SX    | Thomas Zangerl         | Andreas Matt          | Armin Niederer        |
| 15 marzo 2014    | Voss-Myrkdalen  | Norvegia      | MO    | Aleksandr Smyšljaev    | Alexandre Bilodeau    | Patrick Deneen        |
| 16 marzo 2014    | Voss-Myrkdalen  | Norvegia      | DM    | Mikaël Kingsbury       | Alexandre Bilodeau    | Bradley Wilson        |
| 22 marzo 2014    | Silvaplana      | Svizzera      | SS    | Jesper Tjäder          | Noah Wallace          | Christian Nummedal    |
| 21 marzo 2014    | La Plagne       | Francia       | DM    | Alexandre Bilodeau     | Mikaël Kingsbury      | Benjamin Cavet        |
| 23 marzo 2014    | La Plagne       | Francia       | SX    | Jean-Frédéric Chapuis  | Christoph Wahrstötter | Brady Leman           |

Legenda: 

AE = Salti 

HP = Halfpipe 

MO = Gobbe 

DM = Gobbe in parallelo 

SS = Slopestyle 

SX = Ski cross

### Classifiche

#### Generale
| Pos. | Atleta                | Nazione     | Punti |
| ---- | --------------------- | ----------- | ----- |
| 1    | Mikaël Kingsbury      | Canada      | 80,91 |
| 2    | Alexandre Bilodeau    | Canada      | 79,91 |
| 3    | Jesper Tjäder         | Svezia      | 65,00 |
| 4    | Liu Zhongqing         | Cina        | 61,60 |
| 5    | Qi Guangpu            | Cina        | 53,60 |
| 6    | Anton Kušnir          | Bielorussia | 48,60 |
| 7    | Nick Goepper          | Stati Uniti | 45,00 |
| 8    | Victor Öhling Norberg | Svezia      | 44,91 |
| 9    | Andreas Matt          | Austria     | 43,82 |
| 10   | Justin Dorey          | Canada      | 42,40 |

#### Salti
| Pos. | Atleta          | Nazione     | Punti |
| ---- | --------------- | ----------- | ----- |
| 1    | Liu Zhongqing   | Cina        | 308   |
| 2    | Qi Guangpu      | Cina        | 268   |
| 3    | Anton Kušnir    | Bielorussia | 243   |
| 4    | Aljaksej Hryšyn | Bielorussia | 200   |
| 5    | Travis Gerrits  | Canada      | 197   |

#### Gobbe
| Pos. | Atleta              | Nazione     | Punti |
| ---- | ------------------- | ----------- | ----- |
| 1    | Mikaël Kingsbury    | Canada      | 890   |
| 2    | Alexandre Bilodeau  | Canada      | 879   |
| 3    | Patrick Deneen      | Stati Uniti | 443   |
| 4    | Bradley Wilson      | Stati Uniti | 429   |
| 5    | Aleksandr Smyšljaev | Russia      | 419   |

#### Ski cross
| Pos. | Atleta                | Nazione  | Punti |
| ---- | --------------------- | -------- | ----- |
| 1    | Victor Öhling Norberg | Svezia   | 494   |
| 2    | Andreas Matt          | Austria  | 482   |
| 3    | Daniel Bohnacker      | Germania | 399   |
| 4    | Jean-Frédéric Chapuis | Francia  | 381   |
| 5    | Armin Niederer        | Svizzera | 376   |

#### Halfpipe
| Pos. | Atleta                 | Nazione     | Punti |
| ---- | ---------------------- | ----------- | ----- |
| 1    | Justin Dorey           | Canada      | 212   |
| 2    | Aaron Blunck           | Stati Uniti | 180   |
| 3    | Mike Riddle            | Canada      | 145   |
| 4    | Kevin Rolland          | Francia     | 140   |
| 5    | Antti-Jussi Kemppainen | Finlandia   | 129   |

#### Slopestyle
| Pos. | Atleta        | Nazione       | Punti |
| ---- | ------------- | ------------- | ----- |
| 1    | Jesper Tjäder | Svezia        | 325   |
| 2    | Nick Goepper  | Stati Uniti   | 225   |
| 3    | Bobby Brown   | Stati Uniti   | 145   |
| 4    | Josiah Wells  | Nuova Zelanda | 122   |
| 5    | Russ Henshaw  | Stati Uniti   | 120   |

## Donne

### Risultati
| Data             | Località        | Nazione       | Spec. | Primo                      | Secondo                 | Terzo                   |
| ---------------- | --------------- | ------------- | ----- | -------------------------- | ----------------------- | ----------------------- |
| 17 agosto 2013   | Cardrona        | Nuova Zelanda | HP    | Devin Logan                | Angeli Vanlaanen        | Mirjam Jaeger           |
| 25 agosto 2013   | Cardrona        | Nuova Zelanda | SS    | Tiril Sjåstad Christiansen | Dara Howell             | Lisa Zimmermann         |
| 7 dicembre 2013  | Nakiska         | Canada        | SX    | Marielle Thompson          | Fanny Smith             | Ophélie David           |
| 7 dicembre 2013  | Nakiska         | Canada        | SX    | annullata                  | annullata               | annullata               |
| 14 dicembre 2013 | Ruka            | Finlandia     | MO    | Hannah Kearney             | Justine Dufour-Lapointe | Aiko Uemura             |
| 15 dicembre 2013 | Beidahu         | Cina          | AE    | Li Nina                    | Ashley Caldwell         | Xu Sicun                |
| 15 dicembre 2013 | Val Thorens     | Francia       | SX    | Katrin Müller              | Sanna Lüdi              | Ophélie David           |
| 20 dicembre 2013 | Copper Mountain | Stati Uniti   | HP    | Brita Sigourney            | Maddie Bowman           | Marie Martinod          |
| 21 dicembre 2013 | Copper Mountain | Stati Uniti   | SS    | Dara Howell                | Darian Stevens          | Grete Eliassen          |
| 21 dicembre 2013 | San Candido     | Italia        | SX    | Fanny Smith                | Kelsey Serwa            | Anna Holmlund           |
| 22 dicembre 2013 | San Candido     | Italia        | SX    | Katrin Müller              | Marielle Thompson       | Heidi Zacher            |
| 22 dicembre 2013 | Pechino         | Cina          | AE    | Zhang Xin                  | Lydia Lassila           | Xu Mengtao              |
| 3 gennaio 2014   | Calgary         | Canada        | HP    | Rowan Cheshire             | Virginie Faivre         | Amy Sheehan             |
| 4 gennaio 2014   | Calgary         | Canada        | MO    | Justine Dufour-Lapointe    | Hannah Kearney          | Chloé Dufour-Lapointe   |
| 9 gennaio 2014   | Deer Valley     | Stati Uniti   | MO    | Hannah Kearney             | Chloé Dufour-Lapointe   | Justine Dufour-Lapointe |
| 10 gennaio 2014  | Deer Valley     | Stati Uniti   | AE    | Cheng Shuang               | Zhang Xin               | Xu Mengtao              |
| 11 gennaio 2014  | Deer Valley     | Stati Uniti   | MO    | Hannah Kearney             | Yulïya Galışeva         | Maxime Dufour-Lapointe  |
| 10 gennaio 2014  | Breckenridge    | Stati Uniti   | SS    | Keri Herman                | Emma Dahlström          | Devin Logan             |
| 12 gennaio 2014  | Breckenridge    | Stati Uniti   | HP    | Maddie Bowman              | Ayana Onozuka           | Amy Sheehan             |
| 14 gennaio 2014  | Val Saint-Côme  | Canada        | AE    | Lydia Lassila              | Li Nina                 | Zhang Xin               |
| 19 gennaio 2014  | Val Saint-Côme  | Canada        | MO    | Chloé Dufour-Lapointe      | Justine Dufour-Lapointe | Junko Hoshino           |
| 15 gennaio 2014  | Lake Placid     | Stati Uniti   | MO    | Justine Dufour-Lapointe    | Heidi Kloser            | Hannah Kearney          |
| 18 gennaio 2014  | Lake Placid     | Stati Uniti   | AE    | Li Nina                    | Danielle Scott          | Zhang Xin               |
| 16 gennaio 2014  | Val Thorens     | Francia       | SX    | Sanna Lüdi                 | Sandra Näslund          | Katrin Ofner            |
| 17 gennaio 2014  | Val Thorens     | Francia       | SX    | Marielle Thompson          | Katrin Müller           | Ophélie David           |
| 18 gennaio 2014  | Gstaad          | Svizzera      | SS    | Lisa Zimmermann            | Katie Summerhayes       | Silvia Bertagna         |
| 25 gennaio 2014  | Kreischberg     | Austria       | SX    | Ophélie David              | Fanny Smith             | Marielle Thompson       |
| 1º marzo 2014    | Inawashiro      | Giappone      | MO    | Justine Dufour-Lapointe    | Heather McPhie          | Maxime Dufour-Lapointe  |
| 2 marzo 2014     | Inawashiro      | Giappone      | DM    | Hannah Kearney             | Elena Muratova          | Junko Hoshino           |
| 7 marzo 2014     | Arosa           | Svizzera      | SX    | Marte Høie Gjefsen         | Fanny Smith             | Ophélie David           |
| 7 marzo 2014     | Åre             | Svezia        | MO    | annullata                  | annullata               | annullata               |
| 8 marzo 2014     | Åre             | Svezia        | DM    | annullata                  | annullata               | annullata               |
| 15 marzo 2014    | Åre             | Svezia        | SX    | Fanny Smith                | Marielle Thompson       | Sandra Näslund          |
| 16 marzo 2014    | Åre             | Svezia        | SX    | Fanny Smith                | Ophélie David           | Georgia Simmerling      |
| 15 marzo 2014    | Voss-Myrkdalen  | Norvegia      | MO    | Justine Dufour-Lapointe    | Chloé Dufour-Lapointe   | Hannah Kearney          |
| 16 marzo 2014    | Voss-Myrkdalen  | Norvegia      | DM    | Hannah Kearney             | Justine Dufour-Lapointe | Chloé Dufour-Lapointe   |
| 22 marzo 2014    | Silvaplana      | Svizzera      | SS    | Lisa Zimmermann            | Emma Dahlström          | Camillia Berra          |
| 21 marzo 2014    | La Plagne       | Francia       | DM    | Hannah Kearney             | Chloé Dufour-Lapointe   | Maxime Dufour-Lapointe  |
| 23 marzo 2014    | La Plagne       | Francia       | SX    | Marielle Thompson          | Fanny Smith             | Georgia Simmerling      |

Legenda: 

AE = Salti 

HP = Halfpipe 

MO = Gobbe 

DM = Gobbe in parallelo 

SS = Slopestyle 

SX = Ski cross

### Classifiche

#### Generale
| Pos. | Atleta                  | Nazione     | Punti |
| ---- | ----------------------- | ----------- | ----- |
| 1    | Hannah Kearney          | Stati Uniti | 77,27 |
| 2    | Li Nina                 | Cina        | 71,20 |
| 3    | Justine Dufour-Lapointe | Canada      | 70,36 |
| 4    | Marielle Thompson       | Canada      | 68,64 |
| 5    | Fanny Smith             | Svizzera    | 66,36 |
| 6    | Zhang Xin               | Cina        | 63,20 |
| 7    | Devin Logan             | Stati Uniti | 62,60 |
| 8    | Lisa Zimmermann         | Germania    | 61,00 |
| 9    | Ophélie David           | Francia     | 52,00 |
| 10   | Xu Mengtao              | Cina        | 49,20 |

#### Salti
| Pos. | Atleta        | Nazione   | Punti |
| ---- | ------------- | --------- | ----- |
| 1    | Li Nina       | Cina      | 356   |
| 2    | Zhang Xin     | Cina      | 316   |
| 3    | Xu Mengtao    | Cina      | 246   |
| 4    | Lydia Lassila | Australia | 210   |
| 5    | Cheng Shuang  | Cina      | 207   |

#### Gobbe
| Pos. | Atleta                  | Nazione     | Punti |
| ---- | ----------------------- | ----------- | ----- |
| 1    | Hannah Kearney          | Stati Uniti | 850   |
| 2    | Justine Dufour-Lapointe | Canada      | 774   |
| 3    | Chloé Dufour-Lapointe   | Canada      | 521   |
| 4    | Maxime Dufour-Lapointe  | Canada      | 459   |
| 5    | Heather McPhie          | Stati Uniti | 420   |

#### Ski cross
| Pos. | Atleta            | Nazione  | Punti |
| ---- | ----------------- | -------- | ----- |
| 1    | Marielle Thompson | Canada   | 755   |
| 2    | Fanny Smith       | Svizzera | 730   |
| 3    | Ophélie David     | Francia  | 572   |
| 4    | Katrin Müller     | Svizzera | 408   |
| 5    | Sandra Näslund    | Svezia   | 374   |

#### Halfpipe
| Pos. | Atleta           | Nazione     | Punti |
| ---- | ---------------- | ----------- | ----- |
| 1    | Devin Logan      | Stati Uniti | 186   |
| 2    | Maddie Bowman    | Stati Uniti | 180   |
| 3    | Amy Sheehan      | Australia   | 170   |
| 4    | Mirjam Jaeger    | Svizzera    | 153   |
| 5    | Angeli Vanlaanen | Stati Uniti | 152   |

#### Slopestyle
| Pos. | Atleta           | Nazione    | Punti |
| ---- | ---------------- | ---------- | ----- |
| 1    | Lisa Zimmermann  | Germania   | 305   |
| 2    | Emma Dahlström   | Svezia     | 196   |
| 3    | Dara Howell      | Canada     | 180   |
| 4    | Silvia Bertagna  | Italia     | 151   |
| 5    | Zuzana Stromková | Slovacchia | 140   |

## Coppa delle Nazioni
| Pos. | Nazione     | Punti |
| ---- | ----------- | ----- |
| 1    | Canada      | 6953  |
| 2    | Stati Uniti | 5416  |
| 3    | Svizzera    | 3777  |
| 4    | Francia     | 2922  |
| 5    | Svezia      | 2264  |